# 鳴き砂温泉
鳴き砂温泉（なきすなおんせん）は、京都府京丹後市網野町掛津地区にある温泉。
琴引浜の砂浜に湧く琴引温泉としばしば混同されるが、温泉としては別のものである。

## 特徴
泉質
アルカリ性単純温泉（低張性アルカリ性高温泉）
泉温
48.7℃
特徴
無色透明・無味無臭
湯量
一般の家庭にも供給可能な湯量を誇る。
効能
神経痛・筋肉痛・関節痛などに効能がある。近隣エリアで同じ泉質である温泉は丹後網野温泉、浜詰温泉、弥栄あしぎぬ温泉、久美浜温泉、鴻の鶴温泉、鳴き砂温泉、京丹後温泉である。

## 温泉街
日本の音風景100選にも選ばれている琴引浜周辺の掛津地区・遊地区に宿泊施設が点在する。一部の宿泊施設は琴引浜で湧出している源泉を引湯している。
温泉を引く宿泊施設は9軒存在する。他にも温泉を引かない宿泊施設が数軒存在する。

## 歴史
平成7年（1995年）、地元民の温泉湧出の願望が強く、大学の先生に相談し温泉の出やすい所を調査。平成8年（1996年）に掘削をした結果、同年9月に温泉を掘り当てた。
鳴き砂温泉の調査・掘削を丹後北都不動産に発注した「鳴き砂温泉株式会社」の所在地は〒6293112 京都府京丹後市網野町掛津256番地の1で、法人番号は6130001042898。

## アクセス
京都丹後鉄道京都丹後鉄道宮豊線網野駅より、バスで10分。
山陰近畿自動車道野田川大宮道路京丹後大宮ICから府道651号～国道312号～府道17号～国道178号経由、車で30分。